# Kunstnerisk nødvendighed
Den kunstneriske nødvendighed er et begreb der ofte bruges som forklaring på hvorfor et kunstværk er blevet til, man siger at det er skabt af kunstnerisk nødvendighed.
Den kunstneriske nødvendighed er i denne sammenhæng ikke dikteret af ideologi eller andre rationelle forklaringsmønstre, men finder sine løsninger i ofte irrationelle udslag eller indfald. Det er følelsen, der svinger imellem vilje og tanke, der skaber billeder ind i menneskets drømme, bevidste eller ubevidste i ly af nat og dyb søvn. Denne indre følelse, disse tanker og drømme genererer ideen til kunstværket, og kunstneren føler derefter at han nødvendigvis må færdiggøre værket.

## Eksempler
Steffen Brandt siger at hans solo-plade Baby Blue, en gendigtning af Bob Dylan-sange, er et produkt af "kunsnerisk nødvendig".
C.V. Jørgensen betegnes i en anmeldelse af Fraklip fra det fjerne, som "en kunstner, der alene udgiver af kunstnerisk nødvendighed".
Saxofonisten Benjamin Koppel mener, det er kunstnerisk nødvendigt, at han holder sin egen jazzfestival, Valby Summer Jazz, i stedet for at være en del af Copenhagen Jazz Festival.

## Politisk begrundelse
Eksempler på anvendelsen af begrebet "kunstnerisk nødvendighed" findes også som begrundelse for delvis politiske handlinger, som når operachefen for Det Kongelige Teater, Kasper Holten, siger at så længe der er "en form for kunstnerisk nødvendighed til stede", så bør nationalscenen have mulighed for at spille forestilliger inden for enhver genre, blandt andet musicalen "My Fair Lady". Dette er fremført i en politisk strid om det betimelige i at Det Kongelige Teater opfører musicals frem for opera.
Ligeledes mener JP Århus, at det er en "kunstnerisk nødvendighed", at Århus Symfoniorkester udvides for at kunne spille store værker og tiltrække internationale solister og dirigenter – ellers har Århus ikke store chancer for at blive Europæisk kulturhovedstad 2017.

## Politisk bestillingsarbejde
Ikke al kunst frembringes alene af kunstnerisk nødvendighed; der er mange eksempler på kunst udført som bestillingsarbejde fra private, offentlige og stater.

## Ekstern henvisning
- Inger Christensen, Hemmelighedstilstanden, Essays, ISBN 87-00-39512-9

## Reference
1. ↑  "GAFFA.dk – Steffen Brandt: Der er plads til både mig og Bob Dylan (Artikel)". Arkiveret fra originalen 3. januar 2010. Hentet 16. februar 2010.
2. ↑  kpn.dk – C.V. Jørgensen: FRAKLIP FRA DET FJERNE – Kultur (Webside ikke længere tilgængelig)
3. ↑  Jazzen svinger også i Valby – dr.dk/P1/Kulturnyt/Udsendelser
4. ↑  Information, 9. februar 2010, "Jurister: Det Kgl. Teater bryder loven"
5. ↑  JP Århus, 18. januar 2010, "Har Århus en chance?", side 7